# Blechnum floresii
Espèce
Statut de conservation UICN

 EN  : En danger
Blechnum floresii est une espèce de fougères de la famille des Blechnaceae. Elle est endémique à l'Équateur, où elle est connue dans seulement deux endroits dans la province de Pichincha. Elle pousse dans l'habitat de la forêt côtière et dans les forêts des Andes basses. La principale menace est la destruction de son habitat pour l'expansion agricole.